# Filipe de Saxe-Coburgo e Bragança
Filipe Josias Maria José Inácio Miguel Gabriel Rafael Gonzaga de Saxe-Coburgo e Bragrança (Walterskirchen, 18 de agosto de 1901 – Viena, 18 de outubro de 1985), foi um príncipe alemão de Saxe-Coburgo-Gota do ramo católico de Koháry. O terceiro filho do príncipe Augusto Leopoldo de Saxe-Coburgo e Bragrança, Príncipe do Brasil, e de sua esposa, a arquiduquesa Carolina da Áustria-Toscana e neto da princesa Leopoldina do Brasil.

## Biografia
Nascido em Walterskirchen, na Baixa Áustria, ele era o terceiro filho do príncipe Augusto Leopoldo de Saxe-Coburgo e Bragança, Príncipe do Brasil e sua esposa, a Arquiduquesa Carolina da Áustria-Toscana. Na época de seu nascimento, a Casa de Wettin governava o Reino da Saxônia e os Ducados Ernestinos na Alemanha, bem como os Reinos da Bélgica, Portugal, Bulgária e Reino Unido. Ele foi criado, no entanto, nas propriedades de sua família na Áustria. Depois de 1933, o príncipe Filipe apoiou financeiramente os emigrantes alemães e a resistência ao nazismo. Em 1934, ele contratou o conhecido oponente cristão do Partido Nazista, Eugen Kogon. Para assumir a gestão patrimonial da Casa de Saxe-Coburgo-Koháry. Após o Anschluss, em março de 1938, Kogon foi preso e, em setembro de 1939, deportado para Buchenwald.
Quando ele era adolescente, todos os cinco tronos de sua família na Alemanha foram abolidos, mas sua família manteve suas terras e propriedades privadas até que aqueles localizados, após a Segunda Guerra Mundial, na Alemanha Oriental e em outros países da Cortina de Ferro fossem confiscados. Filipe fixou residência em Viena, na República Austríaca.

## Casamento e descendência
Em Budapeste, em 23 de setembro de 1944, o príncipe Filipe casou-se, em descumprimento com as leis da casa da dinastia com Sárah Aurelia Hálasz, filha de Imre Hálasz e Aurelia Maximovics Saladuchin, nascida em uma família acadêmica. Seis meses antes e legitimado pelo casamento, eles tiveram um filho, que levava o sobrenome e título ducal, mas não era reconhecido como membro da dinastia:
1. Príncipe Filipe Augusto de Saxe-Coburgo-Gotha (1944-2014), que, no aniversário de casamento de seus pais em 1968, se casou com Bettina Pfretschner (1944-1989). Eles tiveram três filhos: 
  1. Princesa Isabel de Saxe-Coburgo-Gota (nascida em 1969)
  2. Príncipe Maximiliano de Saxe-Coburgo-Gota (nascido em 1972), que se casou com Christina Schnell. Eles têm uma filha:
    1. Princesa Francisca Maria de Saxe-Coburgo-Gota (nascida em 2009）

  3. Príncipe Alexander Ernesto de Saxe-Coburgo-Gota (nascido em 1978)

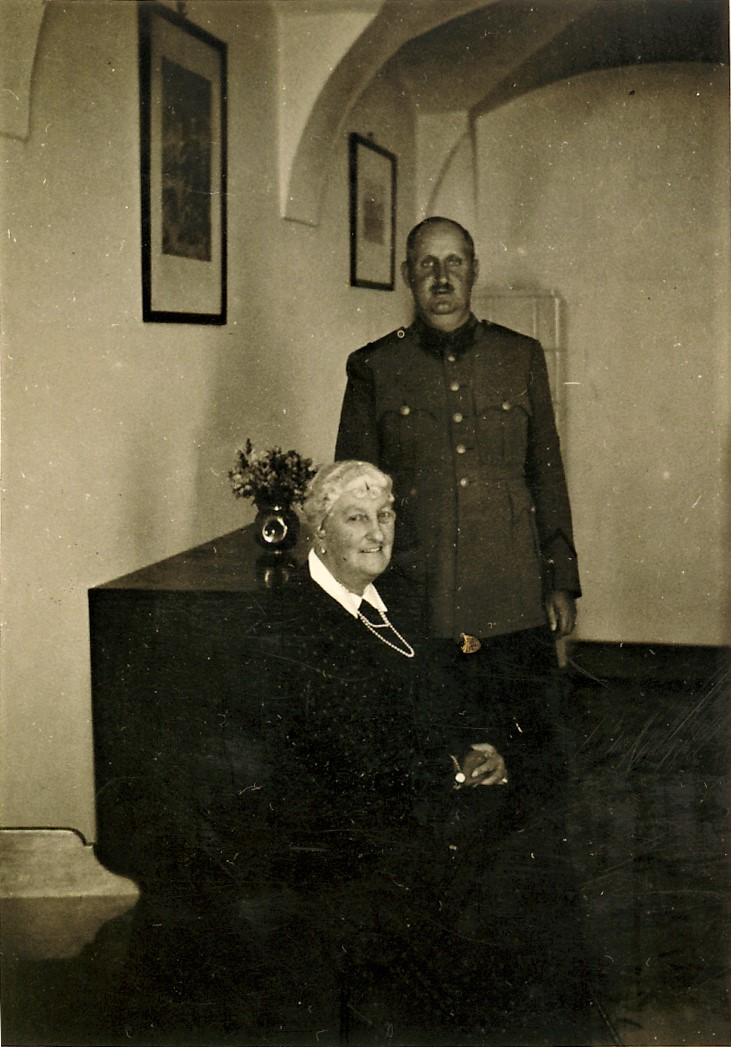
Filipe Josias e sua mãe Carolina, por volta de 1940

Em 1991, Filipe Augusto casou-se em segunda nupcias com Rosemarie Jäger (nascida em 1952). Tiveram uma filha:                                                                                                    
1. Princesa Christina de Saxe-Coburgo-Gota (nascida em 1995）

## Morte

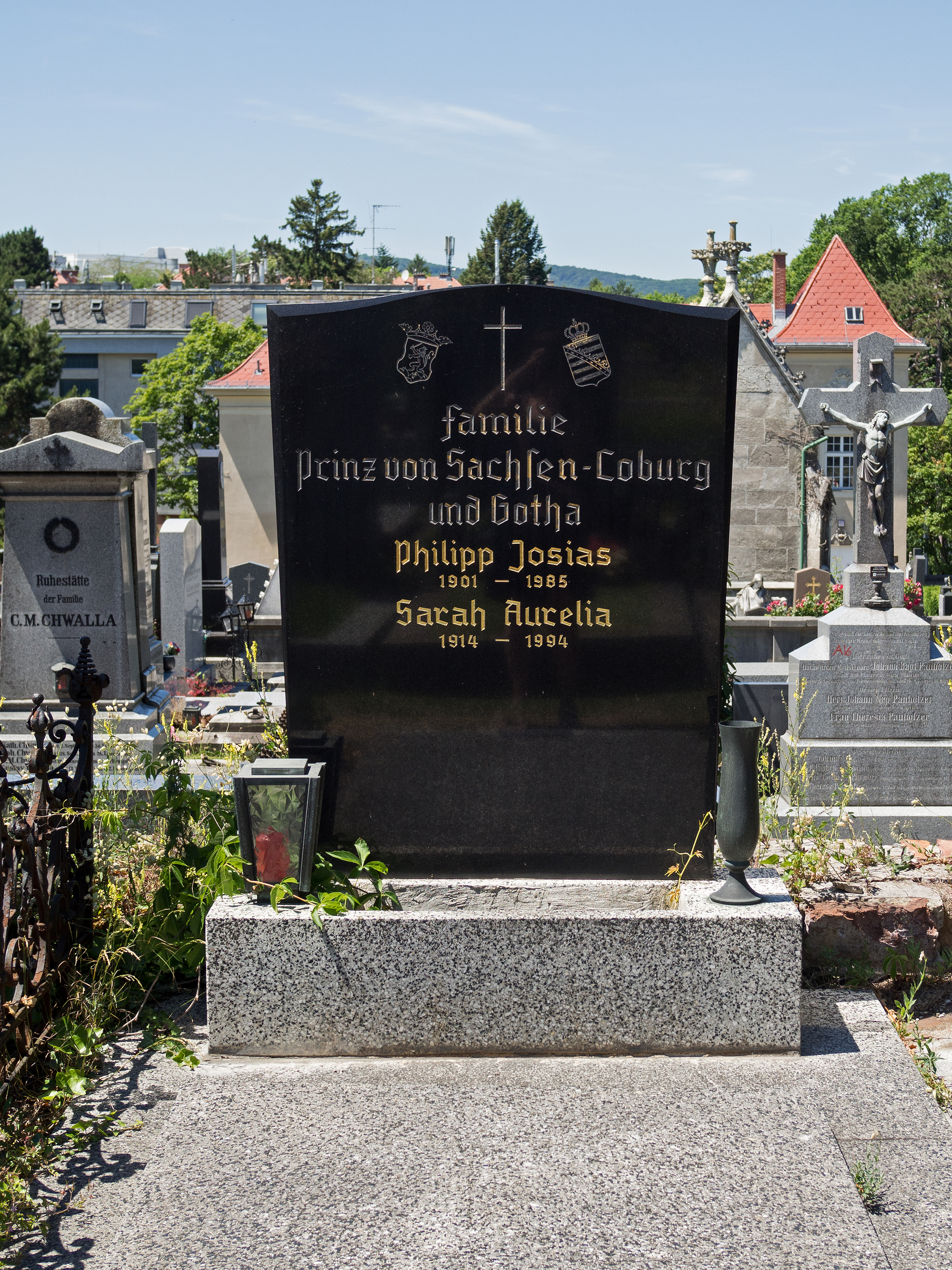
Túmulo de Filipe e de sua esposa Sarah Aurelia no cemitério Hietzing

Depois de 1945 ele viveu principalmente no Castelo Walterskirchen na Baixa Áustria, onde morreu em 1985. Descendentes dele ainda vivem na Áustria hoje.